# Canaan (Maine)
Canaan – miasto w Stanach Zjednoczonych, w stanie Maine, w hrabstwie Somerset.